# Campeonato Porto-Riquenho de Futebol
A Liga Porto Rico, ou LPR é a principal divisão do futebol de Porto Rico, o campeonato reúne dez equipes, e foi criado depois  do final do antigo campeonato nacional a Puerto Rico Soccer League, extinta em 2017. Assim como no Brasil, Porto Rico teve vários campeonatos a niveis nacionais, sendo que alguns foram disputados no mesmo ano.

## Ligações Externas
Site oficial